# Luis Valverde
Luis Leonardo Valverde Ledesma (Cartavio, Ascope, La Libertad, Perú, 7 de abril de 2000) es un futbolista peruano. Juega de defensa central y su equipo actual es Deportivo Binacional de la Liga 2 de Perú.

## Trayectoria
Desde los 7 años formó parte de Fuerza Cartavio de natal Cartavio. El 2013 jugó para Talento trujillano con quien disputó varios torneos de menores y fue visto por equipos de la capital

### Universitario de Deportes
En el 2014 llegó a Universitario de Deportes club al que llegó a los 14 años de su natal Cartavio para vivir en el Lolo Fernandez. A inicios del 2018 firmó su primer contrato profesional por 2 temporadas. Salió por primera vez en la lista de convocados el 2 de junio de 2019 contra el UTC Cajamarca, correspondiente por la fecha 16 del Torneo Apertura, sin embargo, no llegó a debutar. El 24 de junio debuta profesionalmente en la Copa Bicentenario bajo el mando de Ángel Comizzo, enfrentando a Unión Huaral, dejando buenas impresiones por su buena salida. Luego sería titular frente a Club Deportivo Coopsol . A inicios del 2020 renovó su vínculo contractual hasta finales de aquel año. Con la llegada de Gregorio Perez, Valverde recibe la confianza para ser parte del plantel principal, siendo una de las principales piezas de cambio. Con la llegada de Ángel Comizzo, Valverde vuelve a recibir la confianza del plantel principal siendo habitual cambio de Ivan Santillán, siendo utilizado como lateral izquierdo. Fue campeón del Torneo Apertura 2020, sin embargo, perdió la final nacional contra Sporting Cristal. Terminó el año con un total de 15 partidos. A final de temporada, Valverde renueva su contrato hasta finales del 2022. Fue titular en el debut de Universitario en la Copa Libertadores 2021 frente a Palmeiras. Tiempos después sería separado del club por una supuesta indisciplina.

### Carlos Stein
Luego sería Fichado por Fútbol Club Carlos Stein De la Liga 2 para afrontar la Fase 2 disputaría 9 partidos su equipo quedó en cuarto puesto de la tabla general, habilitado para jugar los playoff por el subcampeonato, y con ello tentar la posibilidad de ascender. Tras superar las llaves del reducido por la promoción contra Deportivo Llacuabamba , Club Deportivo Unión Comercio y Sport Chavelines Juniors , el equipo logró quedarse con el subcampeonato de la Liga 2 y así acceder a los play-off del ascenso.
Con ello, enfrentó al antepenúltimo puesto de la Liga 1 2021 (Perú) que en esa temporada fue el Deportivo Binacional. Tras perder el partido de ida 1-0 y ganar la vuelta también 1-0, la eliminatoria quedó igualada, con lo que se definió en la tanda de penales, siendo el triunfo para el equipo leonardino 4-2, regresando a la Liga 1 para la temporada 2022.
En el 2023 fue campeón de la Liga 2 con el Comerciantes Unidos al quedar primera en la tabla acumulada, por lo cual conseguiría el ascenso a la Liga 1.

## Clubes
| Club                      | País | Año         |
| ------------------------- | ---- | ----------- |
| Universitario de Deportes | Perú | 2018 - 2021 |
| Carlos Stein              | Perú | 2021 - 2022 |
| Comerciantes Unidos       | Perú | 2023        |
| Deportivo Binacional      | Perú | 2024 -      |

## Palmarés

### Torneos nacionales
| Título | Club                | País | Año  |
| ------ | ------------------- | ---- | ---- |
| Liga 2 | Comerciantes Unidos | Perú | 2023 |

### Torneos Cortos
| Título          | Club                      | País | Año  |
| --------------- | ------------------------- | ---- | ---- |
| Torneo Apertura | Universitario de Deportes | Perú | 2020 |